# Reseda decursiva
Reseda decursiva là một loài thực vật có hoa trong họ Resedaceae. Loài này được Forssk. miêu tả khoa học đầu tiên năm 1775.